# Johan Vermeersch
Johan Vermeersch (Langemark, 10 november 1951 – Aalst, 19 augustus 2025) was een Belgisch zakenman en tevens de voorzitter van de voormalige Belgische voetbalclub FC Brussels die in 2014 in vereffening ging.
Vermeersch voetbalde zelf in Eerste en Tweede klasse bij Daring Molenbeek (1971-1973), RWDM (1973-1974), KV Kortrijk (1974-1981), AA Gent (1981-1982) en terug bij RWDM als speler-trainer (1982-1983). Hij speelde 179 wedstrijden in de Belgische Eerste klasse en scoorde in totaal 25 doelpunten. Hij werd in 1984 nog trainer bij Racing Jet Brussel dat net gepromoveerd was naar de hoogste afdeling maar werd er na 6 wedstrijden ontslagen wegens tegenvallende resultaten.
Vermeersch keerde het voetbal de rug toe en werd bouwpromotor. In 1986, nadat RWDM voor een eerste keer failliet werd verklaard,  probeerde hij een eerste keer om voorzitter van de club te worden. Hij verloor de strijd tegen Willy Uytterhaegen ondanks het feit dat de spelers de zijde van Vermeersch gekozen hadden. In 1994 werd de bouwfirma van Vermeersch hoofdsponsor van de ploeg en Vermeersch zelf werd lid van het bestuur. Na een nieuwe degradatie naar Tweede klasse en problemen met een te dure tribune nam het bestuur inclusief Vermeersch in 1998 ontslag.
In 2002 ging RWDM in vereffening. KFC Strombeek verhuisde hierop en veranderde hun naam
naar FC Brussels. Vermeersch werd zelf voorzitter van deze voetbalploeg.
Johan Vermeersch overleed op 19 augustus 2025 op 73-jarige leeftijd na een periode van zware ziekte.